# Blayne Heckel
Blayne Ryan Heckel (* 1953) ist ein US-amerikanischer Physiker.
Blayne Heckel promovierte 1981 bei Norman Ramsey an der Harvard University. Er wurde 1983 Assistant Professor, 1987 Associate Professor und 1991 Professor an der University of Washington, wo er zeitweise der Physikabteilung vorstand. Heckel gründete dort mit Eric Adelberger 1986 eine Gruppe für experimentelle Gravitationsphysik (Eöt-Wash Group), der ab 1990 auch Jens H. Gundlach angehörte. Sie entwickelten Torsionswaagen im Stil von Eötvös weiter und untersuchten damit die Abweichung der Gravitationskraft vom {\displaystyle {\frac {1}{r^{2}}}} Verlauf bei kleinen Abständen (bis 50 Mikrometer) auf der Suche nach möglichen neuen Fundamentalkräften (Fünfte Kraft, große Extradimensionen, Wirkungen von Dunkler Materie und Dunkler Energie) und das Äquivalenzprinzip bei kleinen Abständen. Er benutzte die Torsionswaage auch um die Lorentzinvarianz mit polarisierten Elektronen zu testen und nach neuen spinabhängigen Kräften zu suchen.
Für 2021 erhielt er den Breakthrough Prize in Fundamental Physics mit Eric Adelberger und Jens H. Gundlach für grundlegende Präzisionsmessungen, die unser Verständnis der Gravitation und die Natur dunkler Energie testen und Grenzen für die Kopplung an dunkle Materie liefern (Laudatio).
In den 1980er Jahren befasste er sich mit experimenteller Atomphysik (u. a. Paritätsverletzung, Zeitumkehrinvarianzverletzung über die Messung oberer Grenzen für das elektrische Dipolmoment von Atomen wie Hg 199). Dabei arbeitete er unter anderem mit seinem Doktorvater Norman Ramsey zusammen.
Außerdem maß er die Kopplungskonstanten der schwachen Wechselwirkung von Neutronen mit Nukleonen. Er benutzte Strahlen kalter polarisierter Neutronen aus dem Reaktor des National Institute of Standards and Technology (NIST), mit denen er ein Target aus flüssigem Helium beschoss und dabei die paritätsverletzende Drehung der Strahlpolarisation maß.

## Schriften (Auswahl)
- mit J. Gundlach., S. Hoedl, S. Schlamminger: Torsion Balance Experiments: A low-energy frontier of particle physics, Progress in Particle and Nuclear Physics, Band 62, 2009, S. 102–134
- mit D. J. Kapner, T. S. Cook, E. G. Adelberger, J. Gundlach, C. D. Doyle, H. E. Swanson: Tests of the Gravitational Inverse-Square Law below the Dark-Energy Length Scale, Phys. Rev. Lett., Band 98, 2007, S. 021101, Arxiv
- mit C. D. Hoyle, D. J. Kapner, J. Gundlach, E. G. Adleberger, U. Schmidt, H. E. Swanson: Sub-millimeter Tests of the Gravitational Inverse-square Law, Phys. Rev. D, Band 70, 2004, S. 042004
- mit E. G. Adelberger, Ann Nelson: Tests of the gravitational inverse-square law,  Annual Review of Nuclear and Particle Science, Band 53, 2003, S. 77–121
- mit C. D. Hoyle, D. J. Kapner,J. Gundlach, E. G. Adleberger, U. Schmidt, H. E. Swanson: Submillimeter Tests of the Gravitational Inverse-Square Law: A Search for“Large” Extra Dimensions, Phys. Rev. Lett, Band 86, 2001, S. 1418
- mit G. L. Smith, C. D. Hoyle, E. G. Adleberger, J. Gundlach, H. E. Swanson: Short range test of the equivalence principle, Phys. Rev. D, Band 61, 1999, S. 022001-1
- mit S. Baeßler, J. Gundlach, E. G. Adleberger, U. Schmidt, H. E. Swanson: Improved test of the equivalence principle for gravitational self-energy, Phys. Rev. Lett., Band 83, 1999, S. 3585
- mit E. G. Adelberger, C. W. Stubbs, W. F. Rogers: Searches for new macroscopic forces, Annual Review of Nuclear and Particle Science, Band 41, 1991, S. 269–320.